# Pauline Pô
Pauline Pô (Ajaccio, 28 de agosto de 1904 - Cannes, 16 de octubre de 1979) fue una modelo y actriz francesa, ganadora del título de Miss Corsica 1920, Miss Francia 1921, aunque el título se llamaba en esa época "La mujer más bella de Francia".

## Biografía
Hija de un panadero de Ajaccio, a los 16 años se presentó a un concurso de belleza organizado por el periódico Le Journal. Después de ganarlo, participó en la final nacional en París de la "La mujer más bella de Francia", actualmente Miss Francia de la que fue la segunda ganadora y la única ganadora procedente de Córcega.
Vivió tres años en París y tuvo una breve carrera cinematográfica, luego regresó a Córcega donde se casó y tuvo tres hijos. 
Murió en Cannes a los 64 años.

## Filmografía
- L'Éternel Amour, dirigida por Albert-Henri Hérault (1921)
- Favilla, dirigida por Ivo Illuminati (1921)
- Prix de beauté, dirigida por René Carrère (1922)
- Córcega, dirigida por Vanina Casalonga y René Carrère (1923)
- Kean ou Désordre et génie, dirigida por Alexandre Volkoff (1923)
- La Fontaine des amours, dirigida por Roger Lion (1924)